# Globitermes sulphureus
Globitermes sulphureus  (лат.) — вид термитов Вьетнама из семейства Termitidae (Amitermitinae), известный своим необычным «взрывчатым» защитным поведением, и поэтому называемых «бегущими химическими бомбами» (англ. walking chemical bombs; Oster and Wilson, 1978), exploding termites (Mill, 1984) или «термитами-камикадзе» (kamikaze termites; Prestwich, 1988).

## Описание
Обитают в земляных гнёздах, которые могут достигать 1,5 метров в высоту и содержать десятки и сотни тысяч особей, до нескольких миллионов. Их общая биомасса в одном гнезде составляет до 14 кг. Около 5 % — 10 % популяции колонии составляют солдаты, которые отличаются по их жёлтого цвета брюшкам и двум крупным изогнутым мандибулам.
Термиты G. sulphureus фуражируют на территории до 62 м2 и на расстоянии до 16 м от своего гнезда.

## Защитное поведение
Эти термиты используют форму суицидального альтруизма, известного как аутотизис, в качестве защитного механизма. В случае нападения муравьёв солдаты отражают атаку сначала с помощью своих крупных челюстей. Если это не помогает, тогда они секретируют жидкость из крупной железы, занимающей большую часть их тела. Жидкий секрет быстро застывает на воздухе и склеивает нападающих муравьёв. Выделение секрета происходит с помощью сокращений мандибулярных мускул. В некоторых случаях резкое сокращение этой железы приводит к разрыву тканей («взрыву») самого солдата и его гибели. Впервые такое «взрывчатое» поведение было обнаружено у муравьёв Camponotus saundersi (Maschwitz and Maschwitz, 1974).

## Распространение
Юго-восточная Азия, включая Вьетнам, Малайзия, Таиланд.

## Значение
Являются опасными вредителями на плантациях кокосовой (Cocos nucifera) и масличной пальм (Elaeis guineensis), а также повреждают древесные постройки. Для борьбы с ними используют инсектицид Имидаклоприд (N-[1-[(6-Chloro-3-pyridyl)methyl]-4,5-dihydroimidazol-2-yl]nitramide).